# شقایق شاخدار
شقایق شاخدار (نام علمی: Glaucium corniculatum) نام یک گونه از تیره شقایقیان است.